# Aeroport (métro de Moscou)
Aeroport (en russe : Аэропо́рт et en anglais : Aeroport) est une station de la ligne Zamoskvoretskaïa (ligne 2 verte) du métro de Moscou. Elle est située sur le territoire du raïon Aeroport, dans le district administratif nord de Moscou.
Elle est mise en service en 1938, lors de la création de la ligne 2 du métro.

## Situation sur le réseau
Établie en souterrain, à 10 mètres sous le niveau du sol, la station de passage Aeroport est située au point 71+16 de la ligne Zamoskvoretskaïa (ligne 2 verte), entre les stations, Sokol (en direction de Khovrino) et Dinamo (en direction de Alma-Atinskaïa).

## Histoire
La station Aeroport est mise en service le 11 septembre 1938, lors de l'ouverture à l'exploitation de la section de Sokol à Teatralnaïa qui forme la deuxième ligne du métro de Moscou.
Son nom lui vient de l'ancien Aérodrome Khodynka qui se situait juste au-dessus, avant qu'il ne soit détruit.

## Services aux voyageurs

### Accès et accueil

Installations
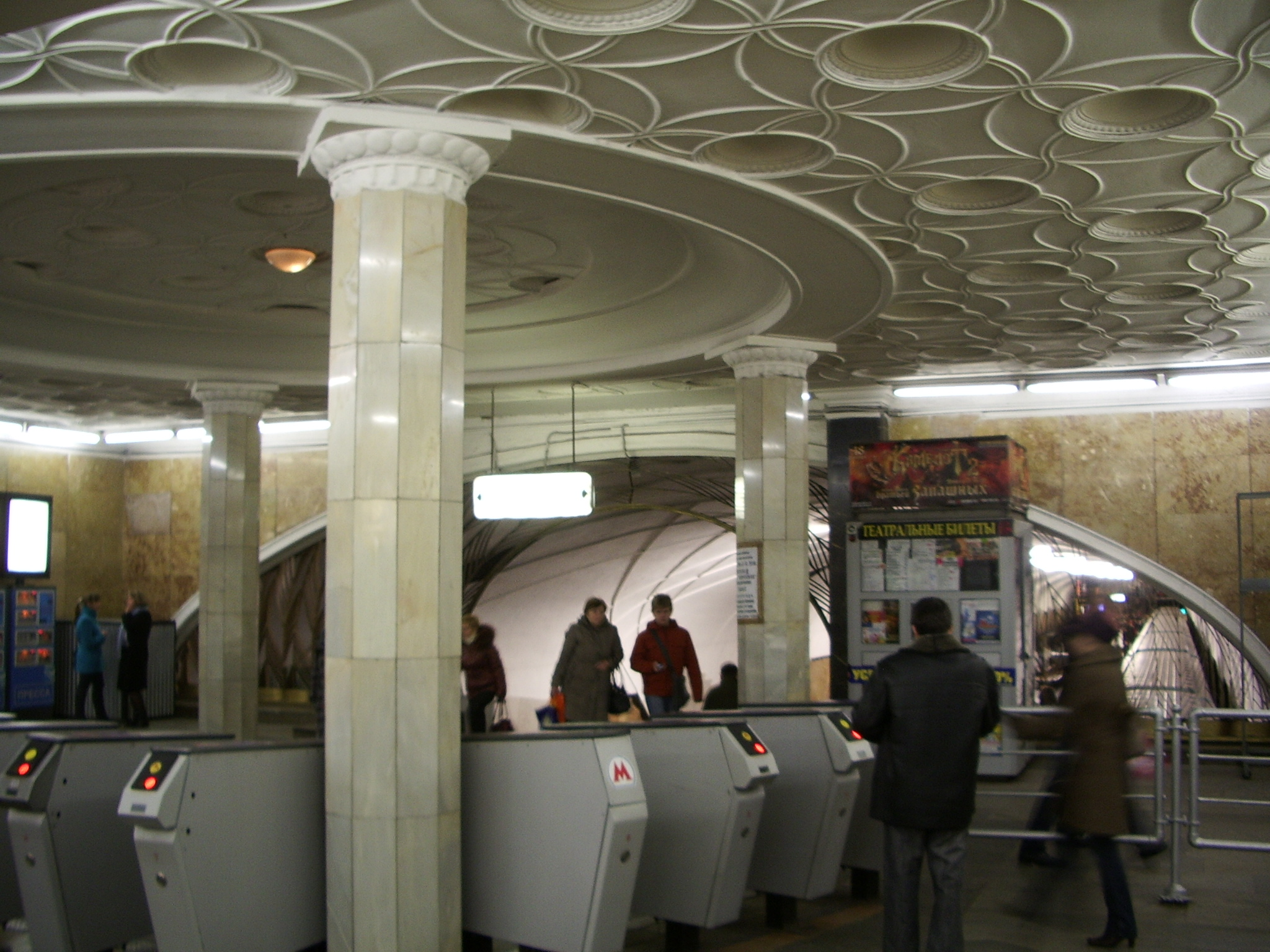
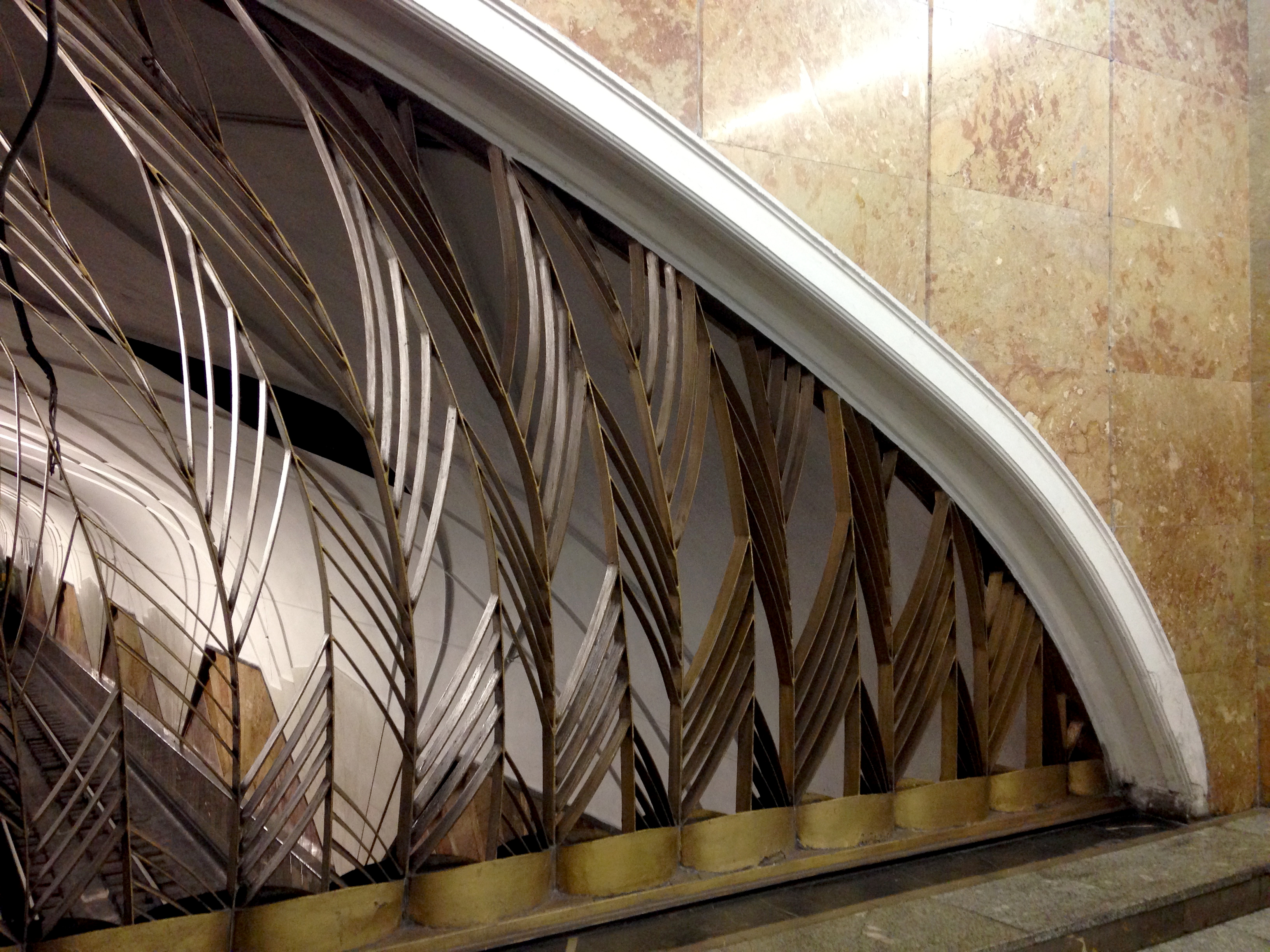
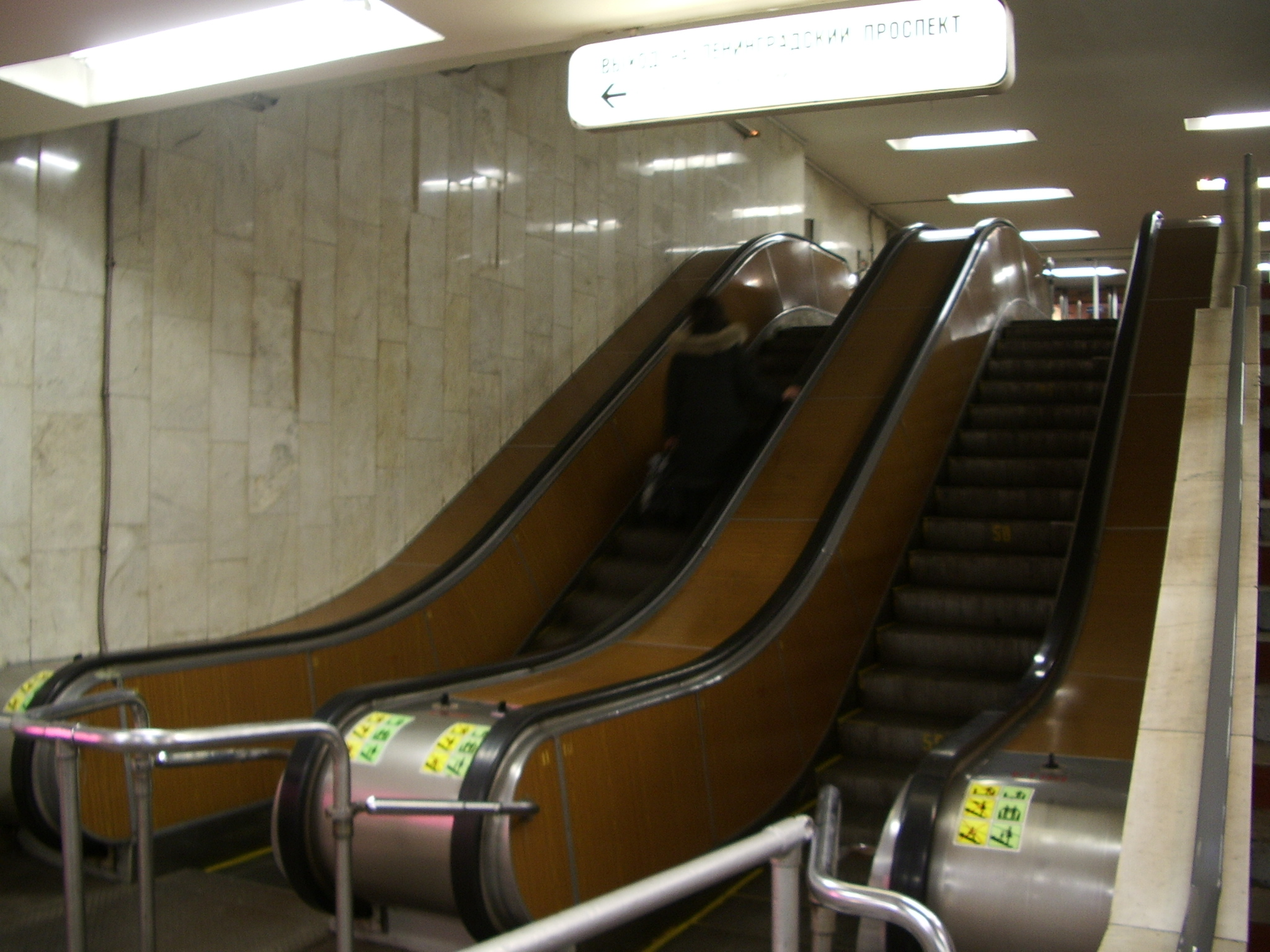

### Desserte
Aeroport est desservie par les rames de la ligne Zamoskvoretskaïa (ligne 2 verte).

Installations et desserte
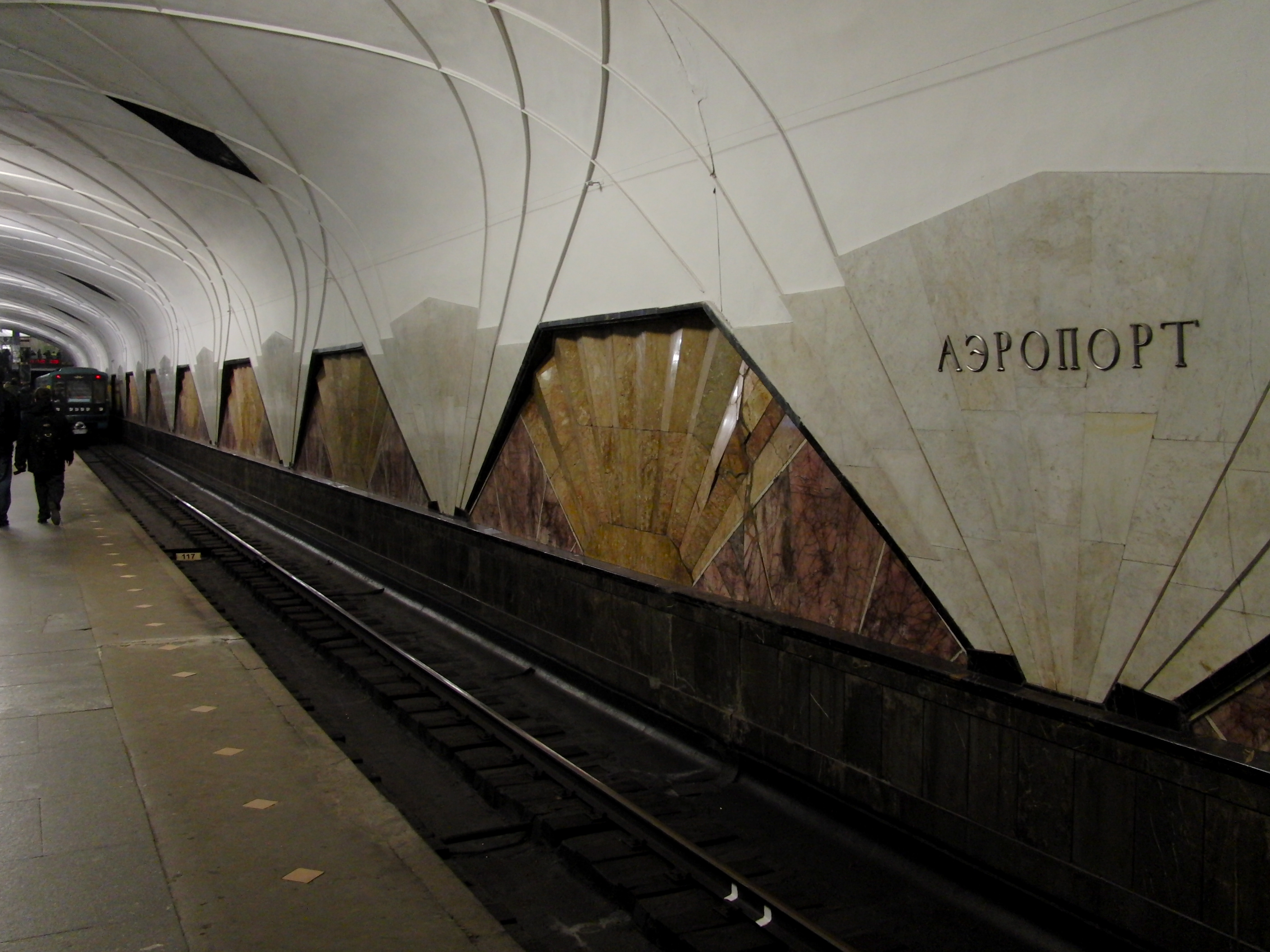
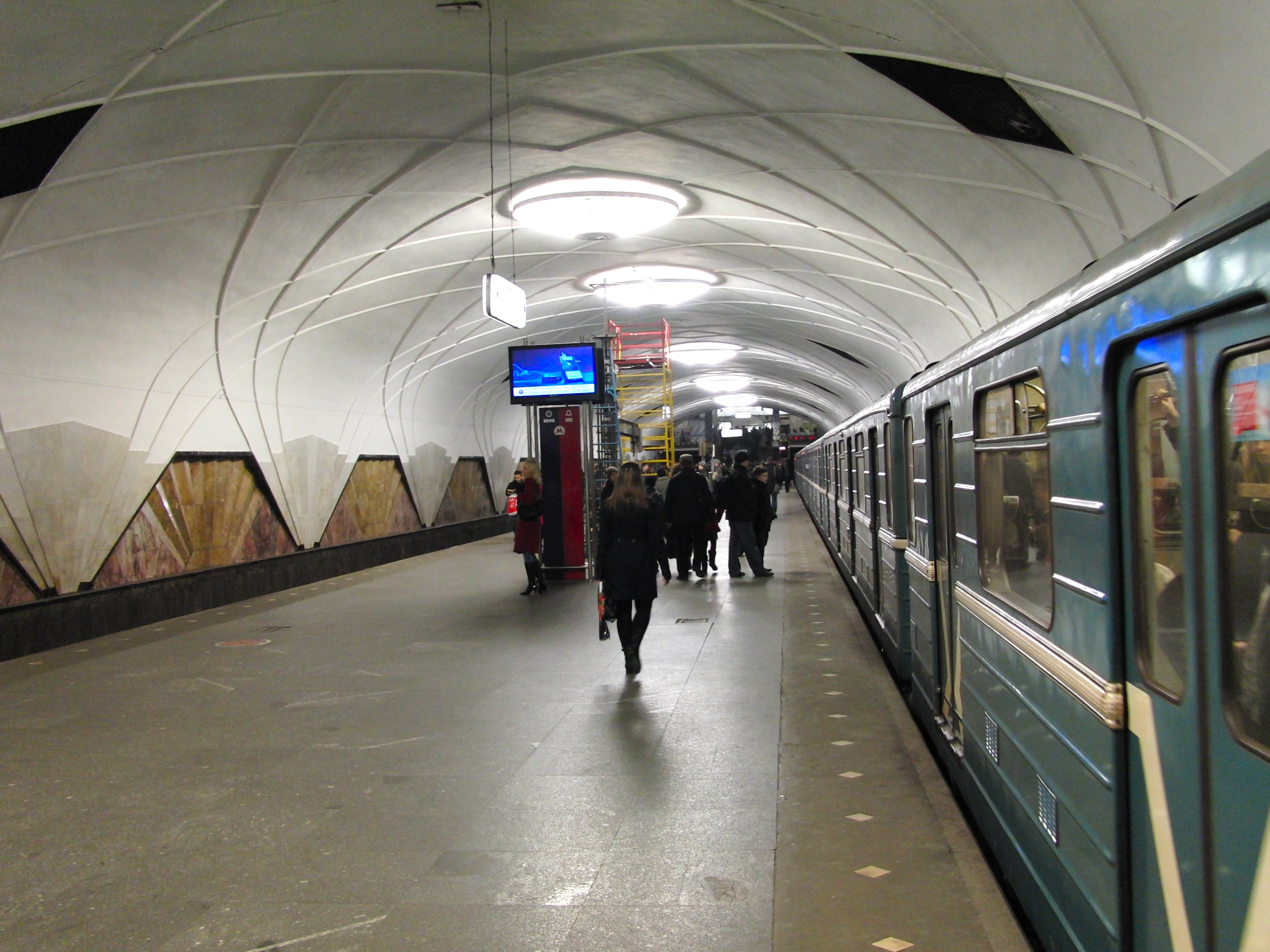
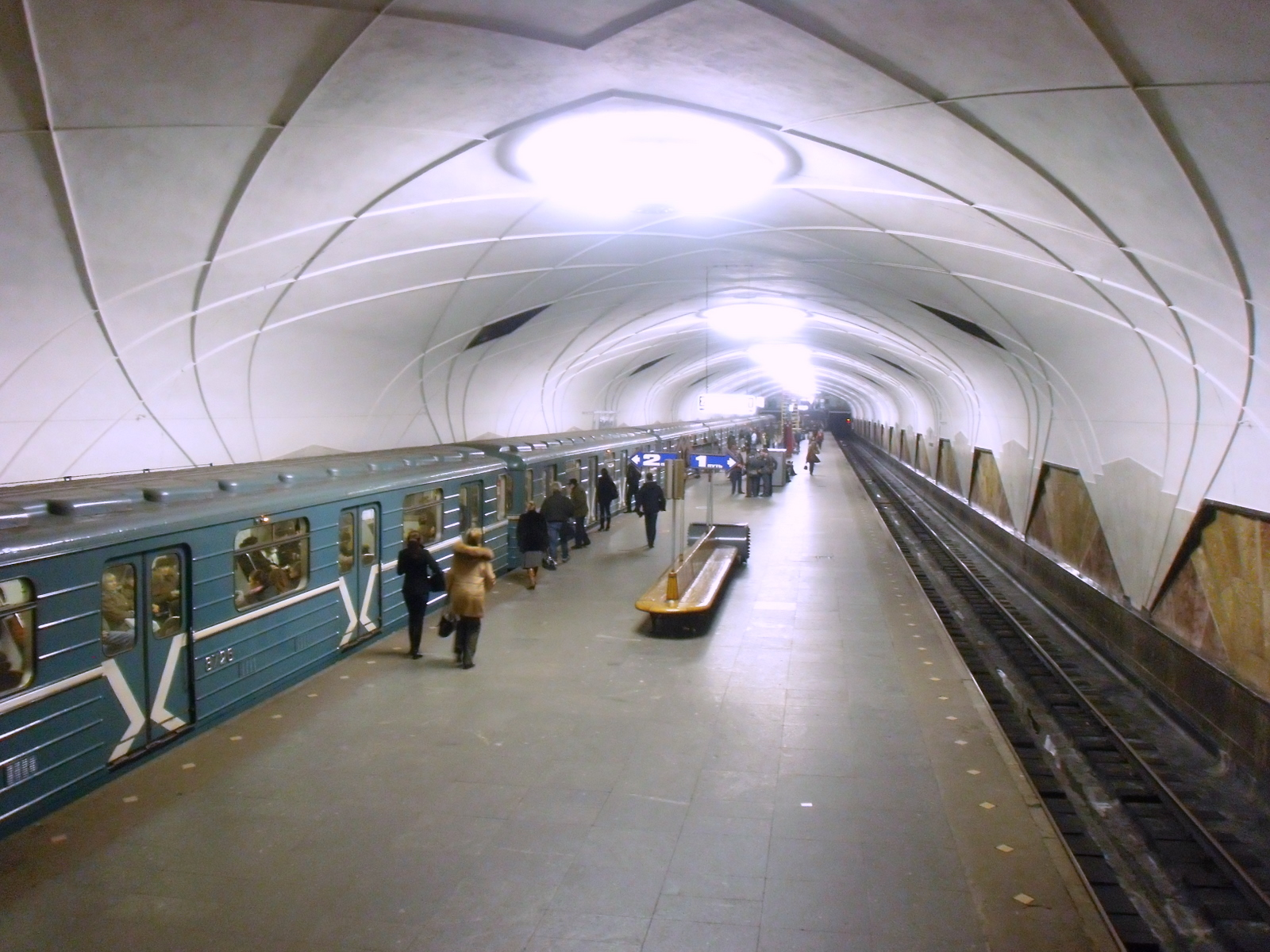